# 1847

## Родени
- Димитър Греков – български политик
- Емануил Богориди – румънски аристократ
- Тодор Кирков – български революционер
- 5 (17) януари – Николай Жуковски, руски учен, създател на науката аеродинамика
- Иржи Прошек, чешки предприемач
- Никола Живков, български просветен деец
- Петър Иванов, български просветен деец
- май – Василий Доростолски и Червенски, български духовник
- 11 февруари – Томас Едисън, американски изобретател
- 1 април – Йордан Брадел, български лекар
- 19 април – Фердинанд Фелнер, австрийски архитект
- 7 май – Арчибалд Роузбъри, британски политик
- 23 май – Михаил Греков, революционер и публицист
- 1 юли – Хайнрих Гелцер, немски историк
- 13 август – Георги Странски, български политик
- 20 август – Болеслав Прус, Полски писател
- 14 септември – Павел Яблочков, руски изобретател
- 21 октомври – Джузепе Джакоза, италиански писател, драматург и либретист
- 24 октомври – Атанас Гюдженов, български художник († 1936)
- 8 ноември – Брам Стокър, ирландски писател
- 25 декември – Христо Ботев, български поет, революционер и патриот.

## Починали
- 29 януари – Атанасиос Христопулос, гръцки поет и учен
- 13 септември – Никола Удино, френски маршал
- 2 октомври – Васил Априлов, български просветен деец и книжовник
- 3 ноември – Феликс Менделсон Бартолди, Немски композитор, диригент и пианист
- 17 декември – Мария-Луиза Австрийска, императрица на Франция, херцогиня на Парма и Пиаченца
- 31 декември – Аделаид Орлеанска, френска принцеса

Вижте също:
- календара за тази година